# Richard Coles
Richard Coles, född 26 mars 1962 i Northampton, Northamptonshire, är en engelsk anglikansk präst, journalist och musiker. På 1980-talet var han medlem i den brittiska synthpop-duon The Communards innan han skolade om sig och har därefter vid sidan om församlingsarbetet varit kändispräst. Han deltar frekvent i komedipaneler som QI, 8 Out of 10 Cats och Would I Lie to You?. Richard Coles har varit programledare för flera radioprogram som behandlat livsfrågor och deltog år 2017 i Strictly Come Dancing, den brittiska förlagan till Let's Dance.